# Szimóna
A Szimóna a Simon férfinév latinos női párja.

## Rokon nevek
- Szimonett:[1] a Szimóna francia kicsinyítőképzős formája.[2]
- Szimonetta:[1] a Szimóna olasz kicsinyítőképzős formája.[2]
- Szofinett:[1] belső keletkezésű új névalak a Szimonett formájára.

## Gyakorisága
Az 1990-es években a Szimóna és a Szimonett szórványos, a Szimonetta ritka név volt. A 2000-es években nem szerepelnek a 100 leggyakoribb női név között.

## Névnapok
Szimóna, Szimonett, Szimonetta
- május 24.[2]
- október 28.[2]

## Híres Szimónák, Szimonettek, Szimonetták és Szofinettek
Simmone Jade Mackinnon ausztrál színésznő